# Peter Cousins
Peter Cousins (* 3. März 1981 in Harlow, England) ist ein ehemaliger britischer Judoka. 2007 gewann er eine Silbermedaille bei den Weltmeisterschaften.

## Sportliche Karriere
Der 1,77 m große Peter Cousins war bis 2005 meist im Mittelgewicht aktiv, der Gewichtsklasse bis 90 Kilogramm. 1998 gewann er eine Bronzemedaille bei den World Youth Games in Moskau. Im gleichen Jahr war er Fünfter der U20-Weltmeisterschaften. 1999 erkämpfte er eine Bronzemedaille bei den U20-Europameisterschaften. Im Jahr 2000 unterlag er im Finale der U20-Weltmeisterschaften dem Georgier Surab Swiadauri. Anderthalb Monate später siegte Cousins bei den U20-Europameisterschaften. 2005 gewann er in Bukarest sein erstes Weltcup-Turnier.
Bei den Weltmeisterschaften 2005 in Kairo trat Cousins erstmals im Halbschwergewicht an, der Gewichtsklasse bis 100 Kilogramm. Er schied im Achtelfinale gegen den Ungarn Dániel Hadfi aus. Bei den Europameisterschaften 2006 in Tampere unterlag er im Achtelfinale dem Israeli Ariel Zeevi, mit Siegen über den Serben Ryu Mijalković, den Österreicher Franz Birkfellner und den Weißrussen Ihar Makarau kämpfte sich Cousins zur Bronzemedaille durch. Im Jahr darauf schied Cousins bei den Europameisterschaften 2007 in Belgrad in seinem ersten Kampf gegen den Deutschen Dimitri Peters aus. Bei den Weltmeisterschaften 2007 in Rio de Janeiro bezwang Cousins im Viertelfinale den Litauer Egidijus Žilinskas und im Halbfinale den Kubaner Oreidis Despaigne. Im Finale unterlag Cousins dem Brasilianer Luciano Corrêa. Bei den Europameisterschaften 2008 in Lissabon unterlag Cousins im Viertelfinale dem Franzosen Christophe Humbert. Mit Siegen über den Georgier Lewan Schorscholiani und Egidijus Žilinskas erreichte er den Kampf um Bronze, den er gegen den Deutschen Benjamin Behrla verlor. Bei den Olympischen Spielen 2008 in Peking schied Cousins in seinem Auftaktkampf gegen Levan Zhorzholiani aus. Peter Cousins war noch bis 2012 aktiv, konnte aber nicht mehr an seine Erfolge der Jahre 2006 und 2007 anknüpfen.
Peters Zwillingsbruder Thomas Cousins war ebenfalls als Judoka erfolgreich.